# Дол-под-Гойко
Дол-под-Гойко (словен. Dol pod Gojko) — поселення в общині Войник, Савинський регіон, Словенія. 
Висота над рівнем моря: 389,4 м.